# Река (Сенакский муниципалитет)
Река (груз. რეკა) — село в Грузии, на территории Сенакского муниципалитета края (мхаре) Самегрело-Верхняя Сванетия.

## География
Село находится в западной части Грузии, к западу от реки Циви (правый приток реки Риони), на расстоянии приблизительно 2 километров (по прямой) к западу от города Сенаки, административного центра муниципалитета. Абсолютная высота — 16 метров над уровнем моря.

## Население
По результатам официальной переписи населения 2014 года в Реке проживало 243 человека (112 мужчин и 131 женщина). В национальной структуре населения грузины составляли 99,6 %, русские — 0,4 %.
| Год  | Население, человек |
| ---- | ------------------ |
| 2002 | 181                |
| 2014 | ↗ 243              |